# Frank Kaschluhn

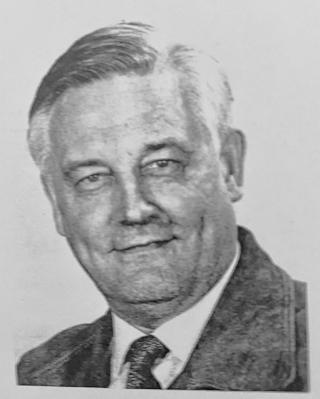
Frank Kaschluhn

Frank Werner Kaschluhn (* 10. Juli 1927 in Allenstein, Ostpreußen; † 28. November 1994 in Berlin) war ein deutscher Physiker, der vor allem auf den Gebieten Quantenfeldtheorie, S-Matrix-Theorie, duale Resonanzmodelle, Infrarotprobleme, verborgene Parameter geforscht hat.

## Herkunft und Leben
Frank Kaschluhn stammte aus Königsberg, Ostpreußen, heute Polen. Sein Vater war der Kaufmann Emil Kaschluhn. Kaschluhn hatte zwei Brüder. Zum Ende des Zweiten Weltkrieges kam die Familie nach Mitteldeutschland. Seit 1960 lebte Kaschluhn in Berlin. Er war verheiratet und hat einen Sohn und eine Tochter.

## Studium und Ausbildung
Frank Kaschluhn begann kurz nach dem Krieg das Studium der Physik an der Friedrich-Schiller-Universität Jena. Zu seinen prägenden Hochschullehrern gehörten Friedrich Hund und Harry Lehmann. Seine Dissertation Zur Statistik eines Fermi-Dirac-Gases in Wechselwirkung mit einem Bose-Einstein-Gas (1954) befasste sich mit der Verknüpfung von Statistik und Quantenfeldtheorie.

## Frühe Schriften
Kaschluhn hat in den 1950er Jahren, während des Forschungsaufenthalts in Dubna, Russland, in der Bogoljubow-Gruppe forschend, eine Serie von bahnbrechenden, vielbeachteten Artikeln veröffentlicht:
- Dispersionsbeziehungen für die Streuung von π-Mesonen an Deuteronen[4]
- Impulse approximation and dispersion relations for the pion–deuteron scattering (I)[5]
- Dispersion relations for pion–deuteron scattering (II)[6]
- Eine feldtheoretische Verallgemeinerung der Impulsnäherung[7]

Das Thema der Habilitationsschrift von 1959 (eingereicht an der Humboldt-Universität zu Berlin) war Impulsnäherung und Dispersionsbeziehungen für die Streuung von π-Mesonen an Deuteronen.

## Tätigkeit als Wissenschaftler
Nach einigen Jahren als Assistenzprofessor an der Technischen Hochschule Dresden ging er 1957 an das Theorie-Labor des neu gegründeten Vereinigten Instituts für Kernforschung in Dubna, UdSSR. Dort arbeitete er drei Jahre in der Forschergruppe um N.N. Bogoljubow. Eine Serie von klassischen Arbeiten zu Dispersionsbeziehungen für das Deuteron-System fand Verbreitung und Resonanz in der wissenschaftlichen Gemeinschaft.
1960 wurde Kaschluhn auf einen Lehrstuhl am Institut für Theoretische Physik der Humboldt-Universität zu Berlin berufen. Er wurde Direktor dieses Instituts und von 1968 bis zu seinem Ruhestand 1992 leitete er den Forschungsbereich 01, Theorie der Teilchen und Felder. Zugleich hat er auch als Abteilungsleiter die Theoriegruppe des Instituts für Hochenergiephysik der Akademie der Wissenschaften der DDR (IfH der AdW der DDR) geleitet.
Frank Kaschluhns wissenschaftliche Arbeit umfasste viele Bereiche der Teilchenphysik und Theorie wie Dispersionsrelationen, Stromalgebra, Duale Resonanzmodelle, die Behandlung von Infrarot-Singularitäten in der Quantenelektrodynamik und der Renormierung, geordnete Phasenfaktoren in der Quantenchromodynamik, Verborgene Parameter in der Quantenmechanik.
Auch nach der Rückkehr in die DDR pflegte er enge Beziehungen zum JINR Dubna Institut, das ihn als Mitglied in den wissenschaftlichen Rat des Instituts berief. Regelmäßige Gastaufenthalte seiner Mitarbeiter am VIK Dubna sicherten, trotz der relativen Isolation in der DDR, wichtige internationale wissenschaftliche Arbeitskontakte. Wichtig waren in diesem Zusammenhang auch die internationalen Symposien zur Theorie der Teilchen und Felder, die über Jahrzehnte von Kaschluhns Forschungsgruppen meist an der Ostsee organisiert wurden, und an denen stets auch rund ein Dutzend westeuropäische Kollegen teilnahmen. Kooperationsbeziehungen zum CERN und zum DESY wurden, soweit das möglich war, gepflegt.
Während der Jahre der DDR-Hochschulreform engagierte sich Kaschluhn immer wieder erfolgreich dafür, die internationalen Qualitätsstandards von Forschung und Lehre zu wahren und hoch qualifizierten Nachwuchs unabhängig von politischen Randbedingungen angemessen zu fördern. Kaschluhn hat große Verdienste daran, dass es im Osten Deutschlands Forschung und Lehre  zu Theoretischer Elementarteilchenphysik und Quantenfeldtheorie gab. Auch die so wichtigen Verbindungen zum Theorielabor des JINR/Dubna hätte es ohne ihn nach den 1960er Jahren nicht mehr gegeben. Dass die Quantenfeldtheorie als Fachrichtung an der Humboldt-Universität die Wende 1989 überlebte und später sogar thematisch erweitert werden konnte, ist gewiss auch sein Verdienst.
Seit 1962 arbeitete Frank Kaschluhn als Herausgeber der Zeitschrift Fortschritte der Physik, und es war im Wesentlichen er, der das wissenschaftliche Profil der Fortschritte der Physik definierte.
Die Koautoren von Kaschluhn waren Eberhard Wieczorek, Walter Zöllner, Hans Jürgen Kaiser, Werner Brandt, C.-J. Biebl, Dietmar Ebert, Klaus Lewin, Michael Müller-Preußker, Dieter Robaschik, Michael Bordag, Victor Anatolievich Matveev.
Kaschluhn hatte zahlreiche Doktoranden.
Die Datenbank Researchgate listet Publikationen von Kaschluhn 1959 bis 1977. Die Datenbank INSPIRE-HEP beginnt erst 1964 mit der Listung von Publikationen Kaschluhns.